# Sankt Andreas Sogn (København)
 For alternative betydninger, se Sankt Andreas Sogn. (Se også artikler, som begynder med Sankt Andreas Sogn)
Sankt Andreas Sogn var et sogn i Vor Frue Provsti (Københavns Stift). Sognet lå i Københavns Kommune; indtil Kommunalreformen i 1970 lå det i Sokkelund Herred (Københavns Amt). I Sankt Andreas Sogn ligger Sankt Andreas Kirke.
I Sankt Andreas Sogn findes flg. autoriserede stednavne:
Sankt Andreas Sogn blev udskilt af Sankt Johannes Sogn ved resolution af 25. november 1895. Indtil 1898 hed sognet Sankt Johannes Søndre Sogn.
Den 1. december 2011 blev sognet og kirken lagt ind under Vor Frue Sogn.